# Estação 33rd Street (PATH)
33rd Street é um terminal do sistema PATH. Está localizada na interseção entre a 32nd Street e a Sexta Avenida, no bairro de Herald Square em Midtown Manhattan, Nova Iorque. É servida pelas rotas Hoboken–33rd Street e Journal Square–33rd Street em dias de semana, e pelo serviço Journal Square–33rd Street (via Hoboken) nos finais de semana.

## História

### Abertura
A estação 33rd Street é parte dos túneis de Uptown Hudson, construídos pela Hudson & Manhattan Railroad (H&M), a predecessora da PATH. A primeira seção dos túneis foi aberta em fevereiro de 1908. A estação 33rd Street foi aberta em 10 de novembro de 1910, como parte da extensão norte da linha.:4 Os planos originais para os túneis de Uptown Hudson incluíam um terminal na 33rd Street sob a loja de departamento Gimbels, agora o Manhattan Mall. Durante a construção, o plano foi alterado para que a estação na 33rd Street fosse construída diretamente abaixo da Sexta Avenida, em preparação para uma futura extensão.: 4–5 A loja Gimbels acima foi aberta em 1910, mas o lote em que se localizava era propriedade de uma subsidiária da H&M até 1919, quando foi vendido para a loja.
A extensão dos túneis para o Grand Central Terminal e sua respectiva estação do metrô foi proposta em 1910. O projeto foi autorizado em junho de 1909. As obras nunca começaram em razão de vários atrasos. Em 1920, a H&M já havia solicitado dezessete vezes que a construção da extensão para a Grand Central fosse atrasada; em todos os pedidos, a companhia afirmou que não era um momento apropriado para as obras. Na 17ª solicitação, a comissão do transporte público negou o pedido de atraso, oficialmente encerrando a permissão da H&M para construir a extensão.

### Realocação
Em 1924, o Independent Subway System (IND), operado pelo governo municipal, apresentou uma lista de propostas linhas de metrô para o Conselho de Transportes de Nova Iorque. Uma das novas rotas propostas, a linha da Sexta Avenida, tinha um trajeto paralelo com os túneis de Uptown Hudson das 9th a 33rd streets. Negociações entre o município, o IND, e a H&M continuaram até 1929. O IND e a H&M finalmente chegaram a um acordo em 1930. A cidade decidiu construir as linhas férreas da linha da Sexta Avenida ao redor dos já existentes túneis da H&M, e adicionar linhas expressas para o IND abaixo dos túneis da H&M posteriormente.
O terminal da 33rd Street foi fechado em 26 de dezembro de 1937, e a operação da H&M foi limitada até a 28th Street para permitir que a nova linha do metrô fosse construída. Uma entrada temporária na 29th Street foi instalada como um acesso para a estação 28th Street.:7 O terminal da 33rd Street foi movido para o sul, na 32nd Street, e foi reaberto em 24 de setembro de 1939. A cidade pagou 800 000 dólares para construir a nova estação e reembolsou a H&M outros 300 000 pela perda de receita. Como parte dessa renovação, uma entrada para o novo terminal foi aberta na 30th Street. A linha do IND foi aberta em dezembro de 1940.

### Anos posteriores
Em 1962, a Autoridade Portuária de Nova Iorque e Nova Jérsei assumiu as operações da H&M, e o sistema foi renomeado como PATH. A "passagem Gimbels" era usada por pedestres com destino à Penn Station, a um quarteirão a oeste. Após anos de problemas de segurança e higiene, um surto de assédios sexuais levou ao fechamento da passagem na década de 1980.
Havia um lava jato para trens na linha férrea 1 da estação 33rd Street. Ele foi substituído por outro que foi aberto em setembro de 1993 em Jersey City. O lava jato era operado por computador e foi projetado para limpar e reciclar a água usada. Mais espaço na instalação de Jersey City, permitindo que o detergente tivesse mais tempo para agir. Na 33rd Street, escovas começaram a esfregar os trens muito cedo após a aplicação do detergente. A conclusão do novo lava jato permitiu que a PANYNJ desativasse o da 33rd Street, permitindo uma maior flexibilização na operação do terminal.

## Leiaute da estação
A estação atual tem três linhas férreas em solução espanhola, com duas plataformas centrais e duas laterais, localizadas dois andares abaixo do nível da rua.